# أونزو
أونزو (Onsu) هي كومونا (بلدية) تقع في مقاطعة سافونا في منطقة ليغوريا شمال غرب إيطاليا، على بعد حوالي 80 كم جنوب غرب جنوة وحوالي 45|كم جنوب غرب سافونا.
تحد أونزو البلديات التالية: أكيلا دي أروسيا، كازانوفا ليروني، كاستيلبيانكو، نازينو، أورتوفيرو، رانزو، وفيندوني.